# Тілокарат

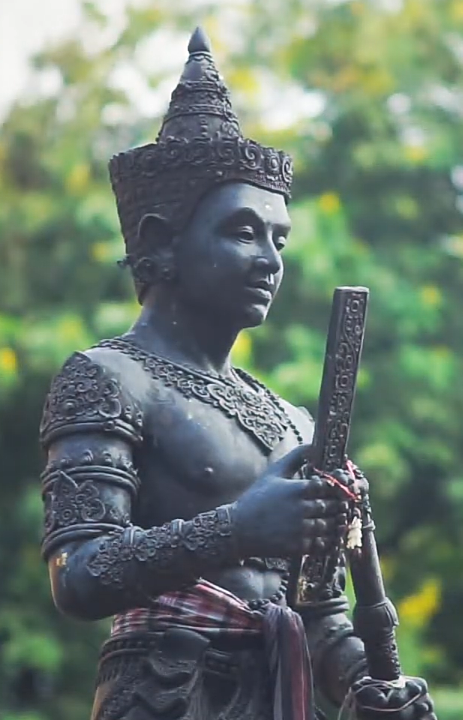
Тілокарат

Тілокарат (Тілокарадж) (*тай. พระเจ้าติโลกราช; 1409 — 27 травня 1487) — 9-й володар держави Ланна у 1441—1487 роках. Відбувається найбільше політичне, військове та культурне піднесення. Володіння простягалися від кордонів теперішнього штату Шан у М'янмі на заході, на півночі до Кенхунг, на сході — Лансангу і півдні до Сукхотай.

## Життєпис

### Боротьба за владу
Шостий син володаря Самфангкена, на що вказує його частина ім'я «лок». Народився 1409 року, отримавши титул тхао (принц). Десь у 1420-х роках був призначений намісником Муанг Пхрао, але пізніше переведений до Муанг Юамтай (південна частина долини Юам) як покарання за непокору.
1441 року за допомогою очільника частини знаті Най Самдекьой повалив свого батька, захопивши владу. Відправив Самфангкена до Фанга, але згодом повернув до Чіангмаю. Церемонія інтронизації відбулася 19 травня 1442 року. Тоді ж він прийняв ім'я Маха Шрі Са-Таммаратча. Невдовзі придушив повстання свого брата Чої, який отримав допомогу від Боромморачи II, володаря Аюттхаї.

### Зовнішня політика

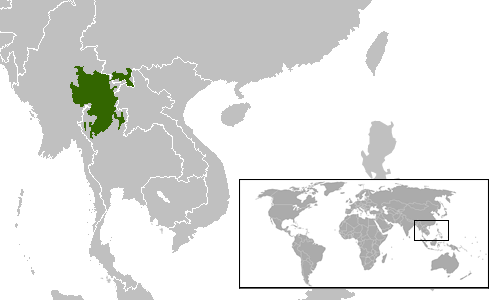
Володіння Тілокарату

Розпочав активну загарбницьку політику. Було підкорено невеличкі північнотайські князівства (муанг) Нан і Пхре, але спроба захопити Кенхунг виявилася невдалою. Також вів тривалі війни проти північносхідних шанських князівств.
У 1451 році уклав союз із Ютісатіаном, прайя (правителем) Пхітсанулока, спільно  з ким вони напали на Пак Йом на півдні, що раніше належала державі Сукхотай, плануючи підкорити ці землі. Проте невдовзі його союзника було повалено аюттхайською армією. У 1460 році до них приєднався правитель Чалянга (з колищньої Сукхотаї), але подальші битви за Кампхенг Пхет і Пхітсанулок були загалом невдалими.
Боромотрайлоканат, володар Аюттхаї, у 1463 році створив свій двір у Пхітсанулоку, задля затвердження влади в Сукхотаї. У 1465 році останній був висвячений у буддистські ченці, то попросив у Тілокарата вісім речей, необхідних ченцю, але Тілокарат відмовився. У 1474 році Боромматрайлоканат захопив Чалянг, і наступного року бої припинилися. Мирні відносини з Аюттхаєю зберігалися до самої смерті Тілокарата.

### Внутрішня політика
Був енергійним покровителем буддизму секти Лангкавонг (за Куена її представники прибули з Шрі-Ланки), що спеціалізувалися на вивченні тапітаки. Фундував кілька монастирів, зокрема Ват Чет Йот і Ват Па Денг, розширивши ступу Ват Чеді Луанг для розміщення Смарагдового Будди. Він провів Восьму Всесвітню раду буддистів у Чіангмаї в 1477 році, яка тривала цілий рік.

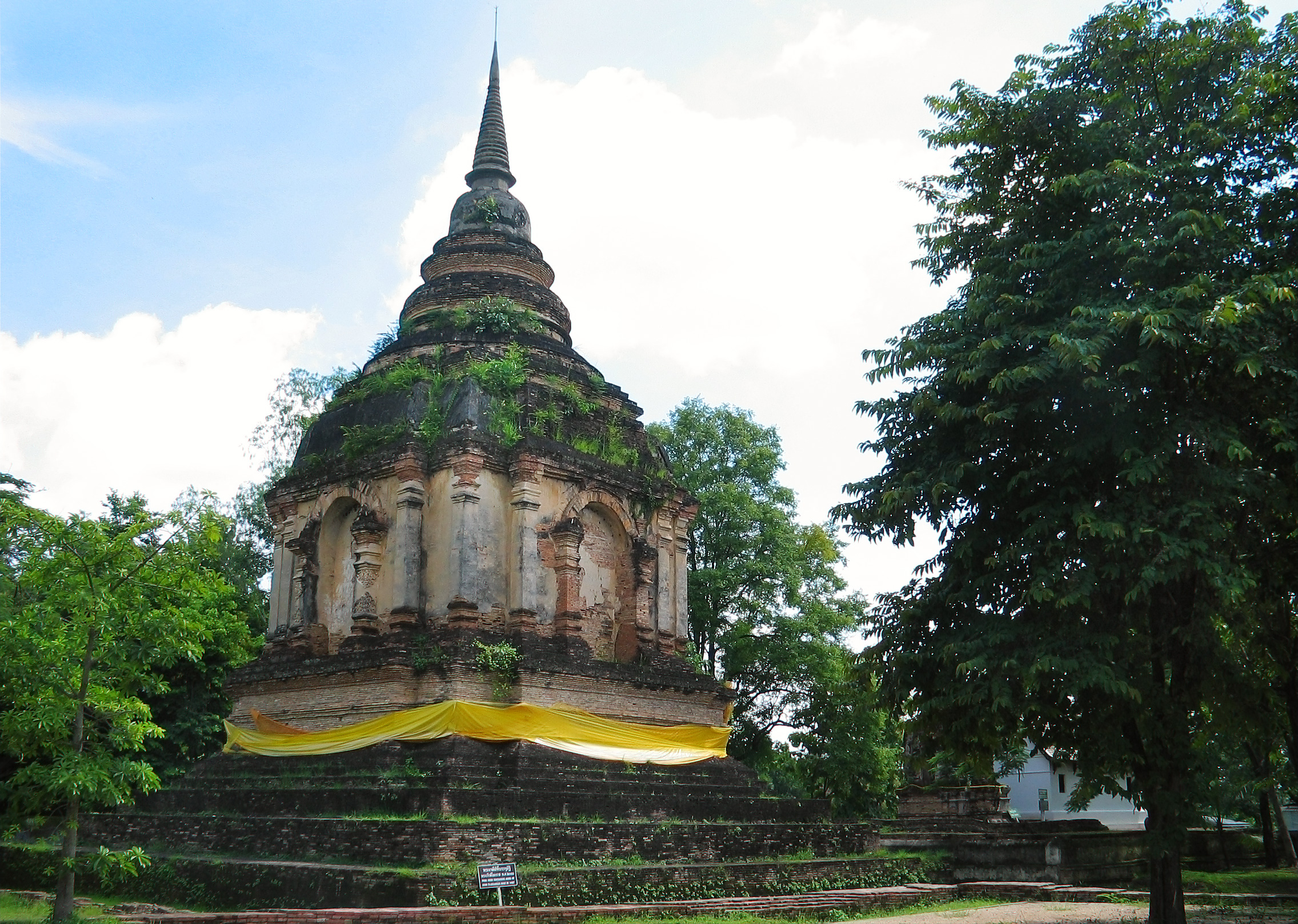
Чеді (ступа) Тілокарата в Ват Чет Йот
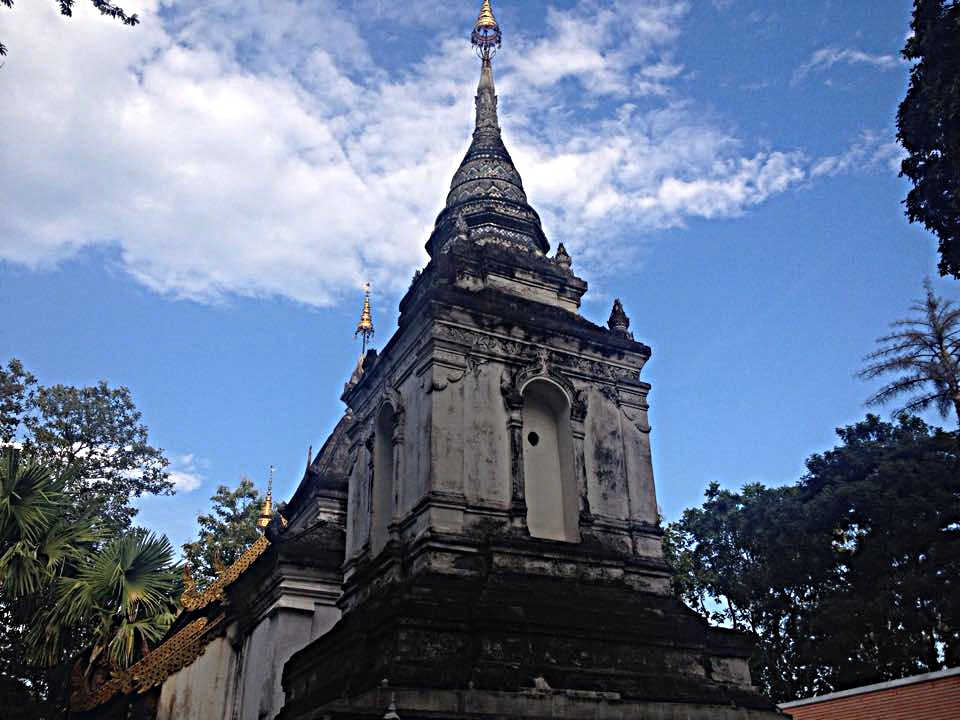
храм Ват Па Денг

Він наказав стратити свого улюбленого сина Бунруанга, намісника Чіанграю, за підозрою в змові. Помер Тілокарат 1487 року. Його кремація була проведена в храмі Ват Чет Йот, де пізніше був побудовано велика чеді для розміщення праху. Йому спадкував онук Йотчіанграй.